# 1-Ethyl-3-methylimidazoliumhexafluorophosphat
1-Ethyl-3-methylimidazoliumhexafluorophosphat ist eine ionische Flüssigkeit (auch: ionic liquid oder Flüssigsalz), also ein Salz, dessen Schmelzpunkt unter 100 °C liegt.

## Eigenschaften
Mit einem Schmelzpunkt bei 58–62 °C handelt es sich bei 1-Ethyl-3-methylimidazoliumhexafluorophosphat um eine ionische Flüssigkeit. Als polare, hydrophobe Flüssigkeit wird es, wie viele ionische Flüssigkeiten, als Lösungsmittel in der Synthese eingesetzt.

## Darstellung
1-Ethyl-3-methylimidazoliumhexafluorophosphat kann durch eine Anionenmetathese ausgehend von 1-Ethyl-3-methylimidazoliumchlorid und einem Hexafluorophosphat-Salz gewonnen werden.

## Verwendung
1-Ethyl-3-methylimidazoliumhexafluorophosphat kann in Dual-Carbon-Akkumulatoren eingesetzt werden, wo es zu einer optimalen Energie-/Leistungsdichte beiträgt. Thermodynamische Untersuchungen zeigen, dass eine Mischung aus Wasser und einem hohen 1-Ethyl-3-methylimidazoliumhexafluorophosphat eine hohe Leistungszahl von 0,9 in Absorptionskältemaschinen aufweist.